# Cordulegaster magnifica
Cordulegaster magnifica là loài chuồn chuồn trong họ Cordulegastridae. Loài này được Bartenev mô tả khoa học đầu tiên năm 1930.